# Maria Paschalis Jahn
Maria Paschalis Jahn (ur. 7 kwietnia 1916 w Nysie (Górna Wieś), zm. 11 maja 1945 w Sobotínie, Czechy) – niemiecka zakonnica ze Zgromadzenia Sióstr św. Elżbiety (elżbietanek), męczennica okresu II wojny światowej, dziewica, błogosławiona Kościoła katolickiego.

## Życiorys
Maria Magdalena Jahn urodziła się w 1916 w Nysie, w diecezji opolskiej, w rodzinie wielodzietnej jako pierwsza z czworga rodzeństwa Karola Edwarda Jahna i Berty z domu Klein. Po trzech dniach, 10 kwietnia została ochrzczona w parafialnym kościele św. Jana Chrzciciela i św. Mikołaja w Nysie. W latach 1922–1930 uczęszczała do szkoły powszechnej. Pierwszą komunię świętą przyjęła w 1930. Z powodu trudnej sytuacji materialnej rodzina na przełomie 1934 i 1935 czasowo opuściła Nysę, udając się do Herne, w Westfalii. Tam w atmosferze szacunku, troskliwości i ufności, budowanej na wierze w Boga pracowała w Katolickim Domu Czeladników w Wuppertal-Barmen, wstępując następnie do Sodalicji Mariańskiej. Powróciwszy do Nysy około 1935 roku opiekowała się w domu swego urodzenia osobami specjalnej troski (zniedołężniałą staruszką z niewidomą siostrą).
Następnie 30 marca 1937 idąc za głosem powołania wstąpiła do Zgromadzenia Sióstr św. Elżbiety w Nysie, którego założycielką była bł. Maria Luiza Merkert CSSE, również pochodząca z Nysy. 3 października 1938 rozpoczęła nowicjat, obierając imię zakonne Paschalis, a w następnym roku 19 października 1939 złożyła pierwszą profesję zakonną.
Po złożeniu ślubów zakonnych przebywała w okresie 1939-1942 kolejno na paru placówkach, prowadzonych przez siostry, w Kluczborku, Głubczycach i od 13 kwietnia 1942 w Nysie, w Domu św. Elżbiety. Tam posługiwała jako kucharka osobom starszym i chorym.

## Męczeństwo
Pod koniec II wojny światowej, w marcu 1945 siostra Paschalis opuściła Nysę, udając się do Czech. Zbliżający się front radzieckich wojsk Armii Czerwonej, będący zagrożeniem (w czasie przejścia siejący gwałty i rozboje) dla normalnego funkcjonowania osób konsekrowanych, spowodował, że przełożona s. Arkadia CSSE zaleciła udanie się do bezpieczniejszych miejsc schronienia. Bolesne styczniowe doświadczenia z Dzierzgonia, w którym żołnierze radzieccy zamordowali jej współsiostrę Służebnicę Bożą Teodorę Witkowską CSSE, spotęgował jeszcze ten strach i panikę. Wyjechała ona wraz z inną współsiostrą Fides Gemeinhardt CSSE do miejscowości Velké Losiny i Sobotína, leżących na północnych Morawach, nieopodal pasma górskiego Wysokiego Jesionika (cz. Hrubý Jeseník, obecnie północno-wschodnie Czechy), chroniąc się z pomocą tamtejszego proboszcza u poleconej przez niego rodziny. Następnie obie siostry schroniły się w szkole i pomagały przy różnych pracach w kościele oraz na plebanii.
Wyjazd z Nysy nie uchronił sióstr przed przykrymi doświadczeniami. Armia Czerwona dotarła również i na tereny Czech. 11 maja 1945, przebywając w grupie uciekinierów w zabudowaniach gospodarczych, s. Paschalis została brutalnie zaatakowana przez rosyjskiego żołnierza, który kierując się niskimi pobudkami, miał zamiar ją zgwałcić. Po zebraniu zeznań naocznych świadków, przekazanych następnie przez sobotíńskiego proboszcza Bruna Esche oraz siostry odtworzono okoliczności męczeństwa.
Około południa s. Paschalis chciała wyjść na podwórko, ale nie zauważyła żołnierza, który wchodził do domu, gdzie przebywała. Uciekła na pierwsze piętro, gdzie była przez niego nagabywana. Uciekając następnie do innego pomieszczenia, gdzie przebywała inna siostra z uchodźcami, broniła się, lecz w końcu została schwytana. W obliczu grożącego niebezpieczeństwa, trzymając w ręku krzyżyk swojego różańca, odpowiedziała stanowczo: 

Noszę świętą suknię i nigdy z tobą nie pójdę.

Następnie na ostrzeżenie żołnierza, że gotów jest on ją zastrzelić odpowiedziała, prosząc na klęcząco wszystkich o przebaczenie i wpatrując się w postać Chrystusa z różańcowego krzyżyka stwierdziła:

Należę do Chrystusa, On jest moim Oblubieńcem, możecie mnie zastrzelić.

Broniąc cnoty czystości, została zabita strzałem w serce. Ciało zamordowanej złożono podczas uroczystości pogrzebowych następnego dnia z udziałem duchowieństwa i wiernych na parafialnym cmentarzu w Sobotínie przy kościele św. Wawrzyńca (cz. Kostel sv. Vavřince) nieopodal zakrystii, nazywając ją św. Alojzym, a z czasem Białą różą z Czech. Na mogile umieszczono żeliwny krzyż z inskrypcją.

## Proces beatyfikacji
Kościół mocą tradycji oraz szacunku do depozytu wiary, złożonego na Krzyżu przez Chrystusa otacza szczególną czcią jego spadkobierców, którzy w jego obronie złożyli swoje życie w ofierze ponosząc śmierć męczeńską. Kierując się tymi nadrzędnymi wartościami, po zakończeniu działań wojennych przystąpiono do rozpoznania i sporządzenia listy osób konsekrowanych, które broniąc tego depozytu zostały zamordowane. Stopniowo grupując liczne grono męczenników okresu II wojny światowej, kościół wynosił ich na ołtarze. Pierwsza grupa 108 męczenników tego okresu została beatyfikowana 13 czerwca 1999 w Warszawie przez papieża Jana Pawła II podczas jego pielgrzymki do Polski.
W 2009 Zarząd Generalny sióstr elżbietanek podjął decyzję o wszczęciu postępowania beatyfikacyjnego. Następnie, w lutym 2010 na ręce metropolity wrocławskiego abp. Mariana Gołębiewskiego, siostry elżbietanki zwróciły się z prośbą o wyniesienie na ołtarze dziesięciu swoich sióstr prowincji wrocławskiej, w tym również siostry Marii Paschalis Jahn. 25 listopada 2011 w archikatedrze św. Jana Chrzciciela we Wrocławiu uroczystą mszą świętą został otwarty proces beatyfikacyjny przez abp. Mariana Gołębiewskiego siostry Marii Paschalis Jahn z grupą dziewięciu innych elżbietanek, które poniosły męczeńską śmierć w okresie ostatniej wojny. Powołany został specjalny Trybunał Diecezjalny w celu zbadania dokumentacji, świątobliwości życia i okoliczności męczeństwa wszystkich sióstr, a postulatorką procesu została mianowana elżbietanka s. Miriam Zając CSSE. Specjalnym listem zwrócono się do wiernych z apelem o udostępnienie posiadanych dokumentów mogących dokładniej zbadać życie i działalność sióstr. 26 września 2015 w archikatedrze wrocławskiej abp. Józef Kupny w uroczystej mszy świętej zakończył proces na szczeblu diecezjalnym z udziałem czterech z dziesięciu rodzin zamordowanych sióstr, po czym akta zostały przekazane watykańskiej Kongregacji Spraw Kanonizacyjnych. 4 grudnia 2015 wydano dekret o ważności procesu diecezjalnego, a w 2019 złożono tzw. Positio, wymagane w dalszej procedurze beatyfikacyjnej. Na postulatorkę generalną wyznaczono s. Marię Paulę Zaborowską CSSE. 24 listopada 2020 odbyła się sesja konsultorów teologicznych, a 1 czerwca 2021 sesja kardynałów i biskupów Kongregacji Spraw Kanonizacyjnych, która zaakceptowała propozycję jej beatyfikacji. 19 czerwca 2021 papież Franciszek podpisał dekret o jej męczeństwie, co otworzyło drogę do beatyfikacji. Odtąd przysługiwał jej tytuł Czcigodnej Służebnicy Bożej.
11 czerwca 2022 podczas uroczystej eucharystii w archikatedrze św. Jana Chrzciciela we Wrocławiu, kard. Marcello Semeraro, reprezentujący papieża Franciszka dokonał beatyfikacji Marii Paschalis Jahn i dziewięciu Towarzyszek.